# Konferencja w Atlantic City
Konferencja w Atlantic City (z ang. Atlantic City Conference) – pierwsza i uznawana za najważniejszą konferencja czołowych przedstawicieli świata zorganizowanej przestępczości w Stanach Zjednoczonych, która odbyła się w dniach 13–16 maja 1929 roku. Stanowiła wstęp do utworzenia amerykańskiego Syndykatu (tzw. Nowej Mafii amerykańskiej – nowej formy przestępczości zorganizowanej w Stanach Zjednoczonych, połączenie ze sobą wieloetnicznych gangów).
Na początku obrad miała miejsce fala krytyki pod adresem Ala Capone za wydarzenia z 14 lutego 1929 roku – tzw. Masakra w Dniu Świętego Walentego. Konferencję zorganizował miejscowy boss – Enoch Lewis „Nucky” Johnson (ur. 20 stycznia 1883, zm. 9 grudnia 1968), który zapewnił bezpieczeństwo, korumpując lokalną policję.
Niektórzy uczestnicy, m.in. Al Capone i Harry „Nig” Rosen (vel Harry Stromberg), posługiwali się przybranymi nazwiskami; recepcjoniści w ekskluzywnym hotelu Break Hotel, podejrzewając ich o sfałszowanie dokumentów na przybrane nazwiska (nie wiedzieli, z kim mają do czynienia), nie chcieli ich zameldować. Gangsterzy nie chcieli z kolei ujawniać swoich prawdziwych nazwisk, brali swoje walizki i opuszczali hotel.
Al Capone, gdy zobaczył Johnsona, miał na niego nakrzyczeć, wtedy też miało dojść do rękoczynów między nimi (przewagę fizyczną miał wyższy i grubszy Johnson, wepchnął Ala do limuzyny, po czym pojechali w kierunku hoteli Ambasador i Ritz); tam się zameldowali.

## Główne ustalenia konferencji
Pomimo niedobrego początku konferencji, w czasie jej obrad podjęto szereg najważniejszych decyzji. Jedną z decyzji było utworzenie, w miejscu istniejącego podziału świata przestępczego w Stanach Zjednoczonych, zorganizowanej Nowej Mafii amerykańskiej w ramach syndykatu (współpracujące wieloetniczne gangi), której organem rządzącym (wykonawczym) została Komisja Syndykatu. Aby to osiągnąć, należało wyeliminować starą gwardię mafiosów, tzw. Wąsatych Piotrków, co później zbiegło się z Wojną Castellammarese.
Inną decyzją było ustalenie działalności mafii po zakończeniu prohibicji (18 poprawka do Konstytucji Stanów Zjednoczonych została zniesiona 5 grudnia 1933 roku wraz z ratyfikacją 21 poprawki – za kadencji prezydenta Franklina Roosevelta); gangsterzy przewidywali, że zostanie ona zniesiona (prohibicja oznaczała dla świata przestępczego znaczne dochody z nielegalnej sprzedaży alkoholu).
W tym celu gangi miały legalnie przejąć gorzelnie i browary, punkty sprzedaży hurtowej i detalicznej. Zwrócono uwagę na korzyści płynące z hazardu (Las Vegas, które stało się później stolicą hazardu, było wtedy niewielką miejscowością z kilkoma stacjami benzynowymi, automatami do gier i kantynami z nielegalnym alkoholem).
Ustalono także konieczność współistnienia gangów, zapobiegania konfliktom zbrojnym i sprawiedliwego podziału kraju na strefy wpływów.
Dla uspokojenia opinii publicznej po wydarzeniach z 14 lutego 1929 roku, główni rozgrywający na konferencji Lucky Luciano, Johnny Torrio i Meyer Lansky zdecydowali, że Al Capone powinien na jakiś czas znaleźć się w więzieniu – wymyślili zarzut nielegalnego posiadania broni. Po zakończeniu konferencji Capone udał się do Filadelfii, gdzie oddał się w ręce sprawiedliwości; wyszedł po roku, ale już w 1931 został skazany na 11 lat za oszustwa podatkowe.

## Obecni na Konferencji (wybrane nazwiska)
Na liście obecnych na obradach Konferencji wymienić należy m.in.:
Grupa włoska
- Johnny Torrio – Chicago,
- Al Capone – Chicago,
- Lucky Luciano – Nowy Jork,
- Frank Costello – Nowy Jork,
- Joe Adonis – Nowy Jork,
- Albert Anastasia – Nowy Jork,
- Vito Genovese – Nowy Jork,
- Tommy Lucchese – Nowy Jork,
- Frank Scalise – Nowy Jork,
- Vincent Mangano – Nowy Jork,
- Frank Nitti – Chicago,
- Santo Trafficante Sr. – Floryda,
- Giovanni Lazia – Kansas City,
- Frank „the Cheeseman” Cucchiara – Boston,
- Sylvestro „Sam” Carolla – Nowy Orlean,
- Carlo Gambino – Nowy Jork.

Grupa żydowska
- Meyer Lansky – Nowy Jork,
- Bugsy Siegel – Nowy Jork,
- Abner „Longy” Zwillman – New Jersey,
- Jake „Greasy Thumb” Guzik – Chicago,
- Dutch Schultz – Nowy Jork,
- Moe Dalitz – Cleveland,
- Charles „King” Solomon – Boston,
- Abe Bernstein – Detroit,
- Harry „Nig” Rosen – Chicago,
- Louis „Buchalter” Lepke – Nowy Jork,
- Charles Schwartz – Filadelfia,
- Jacob „Gurrah” Shapiro – Nowy Jork.

Wśród obecnych (nie-Włochami i nie-Żydami) byli:
- Owney „the Killer” Madden (ur. 1891 lub 1892, zm. 24 kwietnia 1965) (Anglik z pochodzenia),
- Frank Erickson (ur. 1896, zm. 2 marca 1968) – hazardzista, prawa ręka Arnolda Rothsteina (szwedzko-irlandzkie pochodzenie)

## Nieobecni (niezaproszeni)
Wśród uczestników trudno odnaleźć nazwiska ówczesnych irlandzkich mafiosów, m.in.
- Franka Wallace’a z Bostonu,
- Daniela „Danny” Walsha z Providence,
- George „Bugs” Morana z Chicago,
- braci O’Donnells (South Side O’Donnells Brothers) z Chicago – Edward (Spike), Steven, Tommy and Walter,
- Williama „Big Bill” Dwyera,
- Charlesa „Vannie” Higginsa,
- Jacka „Legs” Diamonda,
- Vincenta „Mad Dog” Colla.

Oprócz niezaproszonych irlandzkich gangsterów należy wspomnieć o nieobecności dwóch innych ważnych bossów świata przestępczego: Giuseppe „Joe Boss” Masserii i Salvatore Maranzano – gangsterów starej daty, tzw. Wąsatych Piotrków.
Tych dwóch gangsterów nie dostrzegało konieczności zmian (byli oni zwolennikami starych sycylijskich mafijnych zwyczajów, niechętnie współpracowali z niewłoskimi gangami; nie dostrzegali lub ignorowali, że w ich szeregach rośnie grono młodych i niezadowolonych gangsterów tzw. Young Turks).

## Konsekwencje Konferencji
Skład etniczny Konferencji wskazywał, że przedstawiciele świata przestępczego, wśród których prym wiedli Włosi i Żydzi, chcą przejąć kluczowe stanowiska w Nowej Mafii amerykańskiej, która powstałaby w miejsce Starej Mafii amerykańskiej (utożsamiana była przez dwóch gangsterów Joe Masserię i Salvatore Maranzano; nawiązywała ona pod względem organizacji i struktury do mafii sycylijskiej).
Niezaproszenie irlandzkich bossów było wyrazem tego, że chcieli oni (za ich plecami, bez ich wiedzy i zgody) pozbyć się ich gangów, dla których nie widzieli miejsca w tworzonym przez siebie syndykacie.
Wpływ miała na to pamięć krwawych konfliktów z nimi. Jednakże były przypadki, gdy niektórzy włoscy lub żydowscy gangsterzy w przeszłości współpracowali z Irlandczykami (np. sojusz North Side Gang George’a „Bugs” Morana z rodziną Josepha „Joego” Aiello i z gangiem żydowskiego gangstera Johna U. „Jack” Zuty w walce z gangiem Capone), ale głównie zaciekle z nimi walczyli o strefy wpływów, m.in. w Nowym Jorku i Chicago (np. rywalizacja Al Capone i Johnny’ego Torrio z Hymie Weissem, Dionem O’Banionem i George’em „Bugs” Moranem czy walka Jacka „Legs” Diamonda z Dutchem Schultzem w Nowym Jorku).
Główni rozgrywający na Konferencji – Lucky Luciano, Meyer Lansky i Johnny Torrio – widzieli korzyści płynące z ustanowienia syndykatu (wieloetniczne gangi z dominacją Włochów i Żydów).
Konsekwencją ustaleń Konferencji było konieczne – w pierwszej konieczności – wyeliminowanie głównych oponentów, jakim byli Joe Masseria i Salvatore Maranzano (obaj zginęli w 1931 roku).
Zginąć musiał ponadto główny poplecznik Maranzano w Wojnie Castellammarese – jednocześnie konkurent Ala Capone: Joseph Aiello – zastrzelony 23 października 1930 roku,
W następnych latach – po zakończeniu Wojny Castellammarese w 1931 roku – ginęli inni mafiosi, którzy niechętnie podporządkowywali się ustaleniom Syndykatu, m.in.:
- Jack „Legs” Diamond (ur. 10 lipca 1897, zm. 18 grudnia 1931); zastrzelony podczas snu w wynajmowanym lokalu w Albany,

- Vincent „Mad Dog” Coll (ur. 20 lipca 1908, zm. 8 lutego 1932); zastrzelony w budce telefonicznej; rozmawiał przez telefon z Owneyem „the Killer” Maddenem; Coll był w tym czasie przeciwnikiem z Dutcha Schultza,

- Dutch Schultz (ur. 6 sierpnia 1902 – zmarł w szpitalu w wyniku odniesionych ran postrzałowych, jakie odniósł 23 października 1935 roku),

- Louis „Pretty” Amberg – (ur. 1897 – 23 października 1935); związanego za szyję, kostki i nadgarstki spalono w samochodzie,

- John U. „Jack” Zuta (ur. 18 lutego 1888, zm. 8 sierpnia 1930) – zastrzelony przez ośmiu napastników.

Konferencja zakończyła się sukcesem, nawet początkowo skłóceni ze sobą Al Capone i Johnson wymienili uściski dłoni. Ustalenia z konferencji na lata ukształtowały Nową Mafię amerykańską (w ramach ogólnokrajowego syndykatu).
Żadna inna późniejsza konferencja (konferencja hawańska w 1946 roku i Konferencja w Apalachin w 1957 roku) nie zgromadziła tylu wpływowych gangsterów i nie podjęła tylu ważnych decyzji.